# Heinäsaari (ö i Birkaland, Tammerfors, lat 61,39, long 24,29)
Heinäsaari är en ö i Finland. Den ligger i sjön Pälkänevesi och i kommunen Pälkäne i den ekonomiska regionen Tammerfors och landskapet Birkaland, i den södra delen av landet, 140 km norr om huvudstaden Helsingfors. Öns area är 5,3 hektar och dess största längd är 310 meter i öst-västlig riktning.